# Трегубов, Аркадий Исаакович
Арка́дий Исаа́кович Трегу́бов — советский хозяйственный, государственный и политический деятель.

## Биография
Родился в 1911 году в Кричеве. Член КПСС.
В 1927—1988 гг. — ученик слесаря, технолог, старший технолог механического цеха Уральского завода тяжелого машиностроения, инженер-технолог, руководитель техбюро цеха машиностроения, начальник техотдела, главный инженер завода № 68, заместитель главного инженера снарядного производства завода № 65, главный инженер, директор Лысьвенского металлургического завода, в Пермском совнархозе, преподаватель, главный экономист Пермского политехнического института.
Лауреат Сталинской премии в области техники 1952 года.
Умер в Перми в 1988 году.